# Nueva ola del heavy metal británico
La Nueva ola del heavy metal británico —en inglés: New Wave of British Heavy Metal o comúnmente abreviado como NWOBHM— fue un movimiento musical que surgió en el Reino Unido a mediados de los años 1970 y expiró a principios de los años 1980. El término propiamente tal fue acuñado en mayo de 1979 por el periodista de la revista Sounds, Geoff Barton, con el objetivo de agrupar el estilo de las bandas de heavy metal fundadas a mediados de la década en varias ciudades británicas.
La NWOBHM nació como un fenómeno underground —paralelo con el auge del movimiento punk y el new wave— siendo ignorada por los principales medios de comunicación del Reino Unido durante sus primeros años. Las noticias sobre estas nuevas agrupaciones se ofrecían de boca en boca, en fanzines o por medio de disc jockeys, siendo uno de ellos Neal Kay de la discoteca The Bandwagon —más tarde llamada Heavy Metal Soundhouse— de Londres. El único medio escrito interesado fue el semanario británico Sounds, siendo el periodista Geoff Barton su principal promotor. El movimiento involucró a músicos y fanáticos, de sexo masculino y tez blanca; integrantes de una clase compartida y con valores éticos y estéticos en común, quienes veían incierto su futuro debido al desempleo y a los conflictos socioeconómicos que acontecían en el país a mediados de los años 1970. La gran mayoría de las bandas crearon su sonido en base al heavy metal tradicional, la inmediatez del pub rock y la agresividad del punk rock, considerándose a Motörhead como el principal impulsor de este cruce de elementos. Aun así, muchas otras también fueron influidas por el hard rock, boogie rock, glam rock y rock progresivo. Su música se alimentó por las experiencias con la vida adulta y sus letras rondaron una gran fantasía juvenil; prefiriendo temas como la camadería masculina, mitología, ocultismo, ciencia ficción, fantasía, horror, cine de terror y el estilo de vida del rock.
A grandes rasgos, la NWOBHM estableció los principios y códigos comunes de la subcultura del heavy metal, separándose definitivamente de las convenciones sociales prevalentes. Además, la práctica de la autopromoción y autodistribución de material discográfico conllevó al nacimiento de compañías discográficas independientes, quienes eliminaron la intromisión de los asuntos corporativos que habían obstaculizado la música rock de finales de 1970, dando a las bandas la oportunidad de experimentar con formas más extremas de música. Esta característica es considerada como el mayor logro de la NWOBHM y un paso evolutivo importante para el género, que derivó en el posterior surgimiento del speed metal, thrash metal, power metal y black metal. A pesar de que la nueva ola atrajo la atención de una buena parte de la juventud británica y revitalizó la popularidad del heavy metal y hard rock en varias partes del mundo, su estilo de vida, música y filosofía fueron a menudo criticada por la opinión conservadora e izquierdista, quienes los describieron como sin sentido, ridículos hasta el límite de la autoparodia e incluso como un peligro para la generación joven. Además, algunos detractores afirman que existió una excesiva exageración de parte de los medios para estas bandas, quienes los consideraron como artistas mediocres y su música como poco original, en comparación al heavy metal de principios de la década de 1970.
Aunque no existe una fecha exacta para definir el inicio del movimiento, varios críticos concuerdan que comenzó entre 1975 y 1977 cuando las principales agrupaciones se formaron en sus respectivas ciudades. Por su parte, Barton considera que culminó en 1981 debido a la baja calidad de las nuevas bandas, su entrada a la corriente principal y por la facilidad con que los sellos discográficos explotaron el entusiasmo del heavy metal. En el libro The N.W.O.B.H.M. Encyclopaedia de Malc Macmillan, se estima que el movimiento duró diez años, desde 1975 a 1985, espacio de tiempo en él se publicaron más de 500 producciones. La NWOBHM declinó en la segunda parte de los años 1980, debido al advenimiento de MTV y a la popularidad que generó el glam metal en los mercados mundiales. Por ello, muchas bandas desaparecieron de la escena musical antes que finalizara la década y muy pocas pudieron mantener un éxito relativo en algunos países como Praying Mantis en Japón y Demon, Saxon y Tokyo Blade en Europa continental. Solo dos grupos lograron mantener un éxito considerable con el pasar de los años; Iron Maiden que se convirtió en una de las agrupaciones más exitosas e influyentes del género y Def Leppard que alcanzó ventas millonarias en los Estados Unidos, con un sonido más orientado al hard rock. A partir de los años 1990 comenzó un renacimiento del movimiento y desde la década siguiente muchas agrupaciones se reunieron y lanzaron nuevos álbumes de estudio. Desde entonces, su presencia en los festivales de música y en el círculo internacional de rock ha sido constante.

## Contexto

### Conflictos sociales
En la segunda mitad de los años 1970 el Reino Unido se encontraba bajo un malestar social y con una pobreza generalizada, debido a las políticas socioeconómicas ineficientes de los gobiernos conservador y laborista, en respuesta a tres años de recesión económica. Como consecuencia de la industrialización, el desempleo obtuvo uno de los niveles más altos en el país, afectando principalmente a los jóvenes de la clase media baja o también denominada clase trabajadora. Incluso, dichas cifras continuaron hacia los años 1980, alcanzando su máximo nivel en febrero de 1983. El descontento de tanta gente fue el motivo principal de conflictos sociales, que derivaron en ataques e incidentes y que culminó en una serie de disturbios en varias ciudades británicas, como por ejemplo el de Brixton y el de Toxteth, ambos ocurridos en julio de 1981.
Durante ese período, una gran masa de jóvenes comenzaron a buscar diferentes formas de hacer dinero en el negocio de la música y el entretenimiento. Esto provocó que en la década de 1970 el Reino Unido produjera una variedad de nuevas bandas y estilos musicales, como forma de escape a la crisis socioeconómica que acontecía en el país. La desesperación y reacción violenta de una generación que veía incierto su futuro, se vio bien reflejada en el movimiento punk a finales de los años 1970, cuya rebelión antisistema continuó, aunque de manera diluida, con el desarrollo del new wave y post-punk en la década posterior. Los autoproclamados punks eran políticamente militantes, practicaban la anarquía y fueron los impulsores del pogo. Además, para diferenciarse del resto de la sociedad comenzaron a usar el cabello en punta o en ocasiones afeitado y ropa generalmente rasgada con imperdibles. Por su parte, su música se consideró como fuerte y simple, y con una escasa atención en la destreza musical. No obstante, no todos los jóvenes de la clase trabajadora se acogieron al movimiento punk, ya que algunos optaron por el heavy metal que era igual de eficaz para proporcionar diversión y aliviar el estrés, dejando atrás la realidad social británica.

### Antecedentes musicales

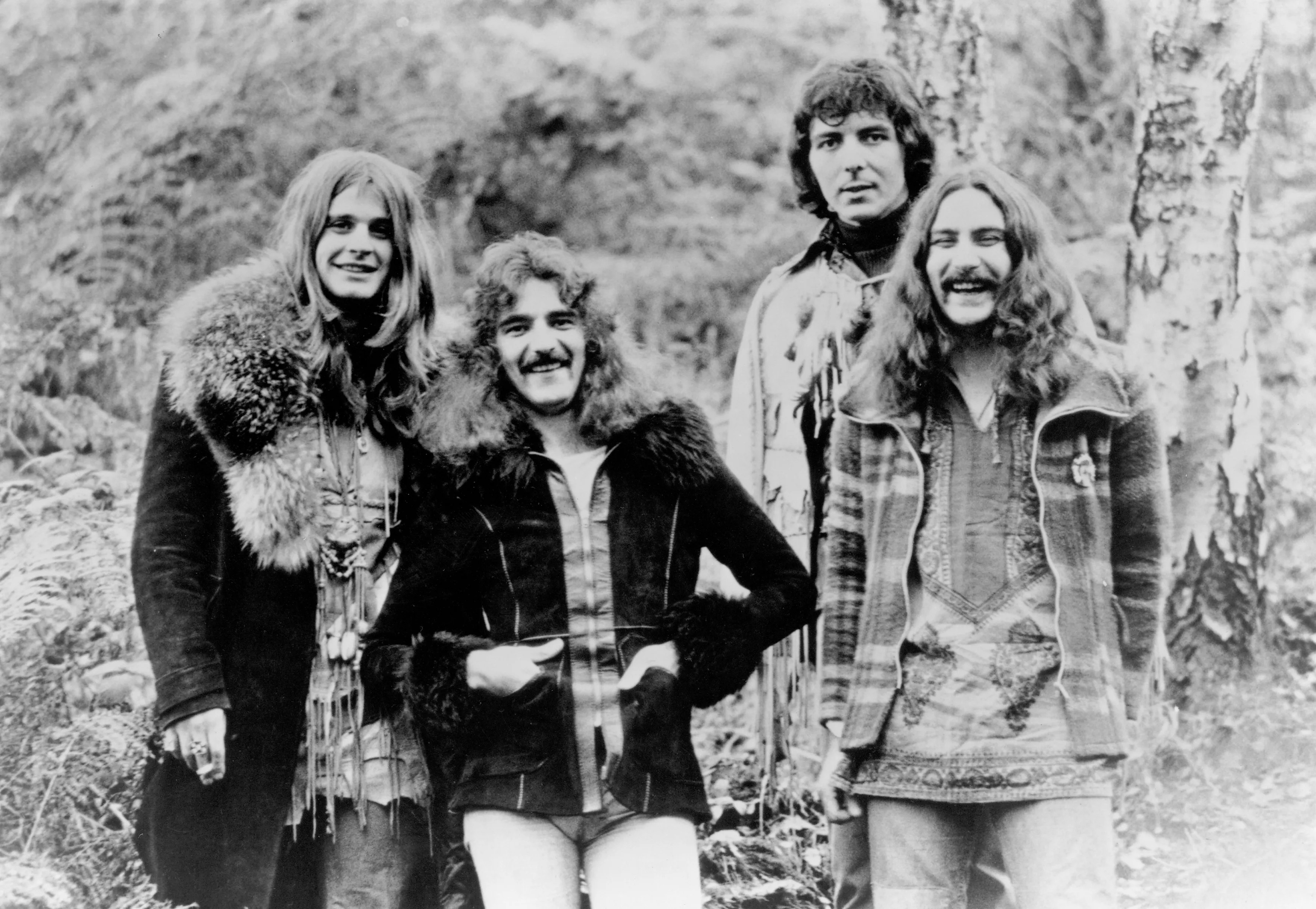
Black Sabbath en 1973, una de las primeras bandas de heavy metal.

El Reino Unido fue cuna de la primera oleada de bandas de heavy metal, las cuales aparecieron a finales de 1960 y lograron una importante atención durante los primeros años de 1970. De las muchas bandas surgidas en aquella época, Led Zeppelin, Black Sabbath y Deep Purple alcanzaron el éxito en gran parte del mundo y un reconocimiento de la crítica. El éxito de este tipo de música, llamado generalmente como heavy rock en su tiempo, generó una comunidad de fanáticos en el Reino Unido con fuertes lazos hacia la psicodelia, la doctrina hippie y a la subcultura de los moteros. No obstante, cada uno de los distintos grupos pasó por difíciles momentos en la segunda parte del decenio, por ejemplo, los integrantes de Led Zeppelin sufrieron diversas discordancias y algunos problemas personales que redujeron drásticamente sus actividades; Black Sabbath despidió a su vocalista Ozzy Osbourne; mientras que Deep Purple se separó. Como consecuencia de todo ello, el movimiento perdió gran parte de su impulso y la prensa comenzó a poner atención a nuevos estilos musicales, los que el escritor británico Malc Macmillan denominó como «mercados más de moda o lucrativos del día», haciendo alusión a la música disco, glam rock, mod revival, new wave y la música electrónica. La caída de las principales bandas británicas del género conllevó a que algunos autores consideraran de forma prematura el fin del heavy metal.
Sin embargo, la crisis de las principales bandas británicas de su tiempo dejó espacio para el auge de otras agrupaciones de rock como Queen, Status Quo, Nazareth, Budgie, Hawkwind y Bad Company, las que posicionaron varios de sus álbumes en la lista musical británica y realizaron exitosas giras internacionales. Por su parte, las emisiones de la lista musical de la época mostraba que todavía existía público para el heavy metal y bandas como Thin Lizzy, UFO, Judas Priest y Rainbow tenían un buen éxito y algo de atención de la prensa a finales de la década. Pero no solo las bandas nacionales mantuvieron vigente el rock pesado en el Reino Unido, ya que los estadounidenses Kiss y Blue Öyster Cult, los canadienses Rush, los alemanes Scorpions y los australianos AC/DC consiguieron llamar el interés de los fanáticos británicos en el mismo período.

## Características

### Identidad y estilo

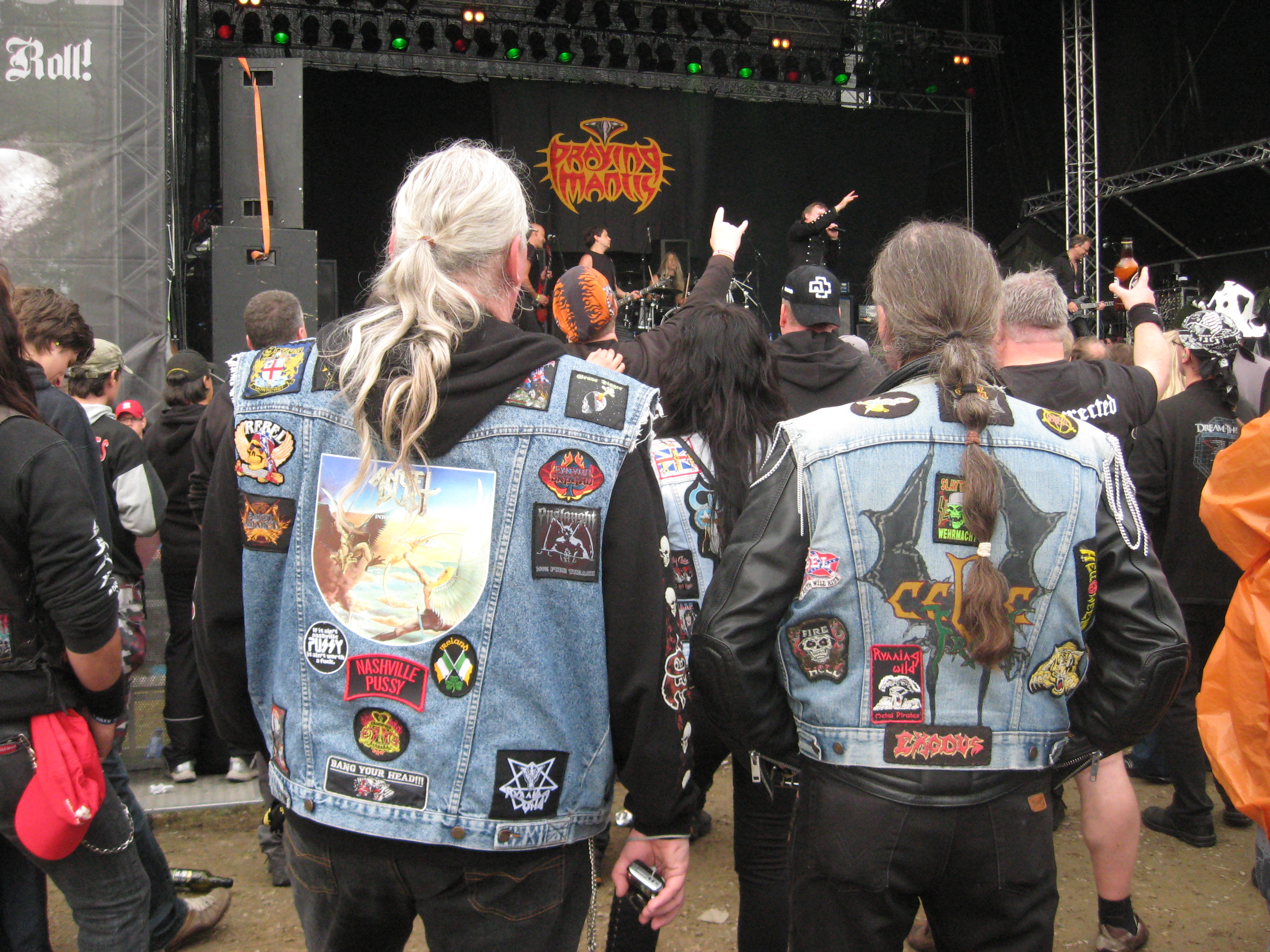
Los chalecos de parches fue una de las prendas de vestir distintivas de los metaleros británicos.

La nueva ola del heavy metal británico involucró a músicos y fanáticos jóvenes, de sexo masculino y tez blanca; integrantes de una clase compartida y con valores éticos y estéticos en común. De acuerdo a la socióloga estadounidense Deena Weinstein en su libro Heavy Metal: The Music and Its Culture, describe al ascenso y crecimiento del movimiento como la madurez del heavy metal, entre su nacimiento en la década de 1970 y la diversificación de sus diversos subgéneros de la década posterior. 
Los fanáticos británicos eran llamados comúnmente como metalheads (traducido en español como metaleros), muthas o headbangers, este último apodo fue puesto debido al movimiento brusco de la cabeza que realizaban al ritmo de la música. Originalmente, repudiaban la imagen simplista de la juventud rebelde de la contracultura de los sesenta y las conexiones psicodélicas características del hard rock de los setenta. Además, actualizaron los principios y códigos comunes de la subcultura del heavy metal, separándose definitivamente de las convenciones sociales prevalentes.
Hacia el final de los setenta, los metaleros británicos se unieron en una comunidad cerrada de compañerismo que exaltaba el poder y celebraba la masculinidad. Según el escritor Gerd Bayer, basándose en el análisis realizado por Weinstein, llegó a la conclusión que su camaradería masculina y la ausencia de mujeres en sus filas no significaba que practicaban el machismo y la misoginia. De igual manera, consideró que el heavy metal no era racista, ya que sus letras eran desprovistas de referencias raciales, a pesar de que sus intérpretes eran blancos. Otra característica de la subcultura fue la latente homofobia, considerada como menos violenta a la tendencia de los skinheads británicos, pero no muy diferente tampoco. El musicólogo Robert Walser en su libro Running with the Devil: Power, Gender and Madness in Heavy Metal Music, denominó a esta tendencia como la «afirmación colectiva de la heterosexualidad».

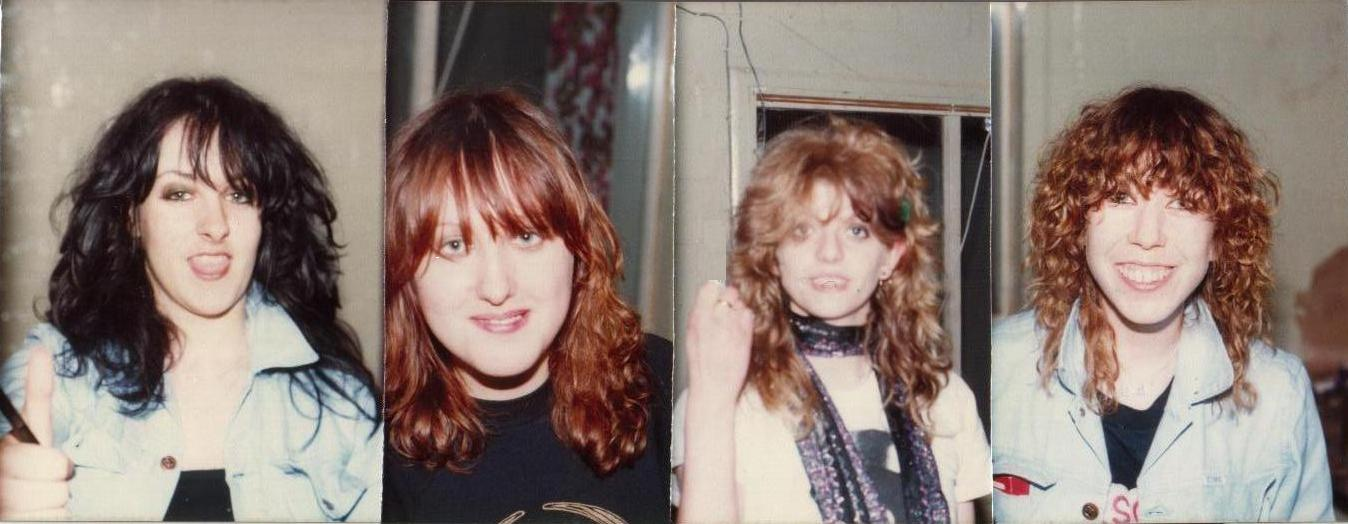
Girlschool y Rock Goddess fueron las únicas bandas femeninas que lograron tener un relativo éxito durante la NWOBHM. En la imagen, las integrantes de Girlschool en 1981.

Los denominados headbangers mostraron poco interés en los problemas político-sociales, buscando otros medios para escapar de su triste realidad; como estar en la compañía de sus pares y en el consumo de cerveza y música. Por esta razón, la sociedad conservadora los acusaban de nihilistas y evasores de la realidad. En contraste con los punkies, les encantaba la destreza musical, idolatraban a los guitarristas y vocalistas virtuosos, y consideraban a las presentaciones en vivo como la realización de su estatus. Los fanáticos eran muy fieles a la música, entre sí y con las bandas que compartían, a las cuales se les exigía coherencia con sus valores y una continua autenticidad. Las agrupaciones que se alejaban de este estricto código se les marcaba como «vendidos» o «poseros» y eran excluidos de la comunidad. De acuerdo a Bayer, las líricas del tema «Denim and Leather» de Saxon refleja este estilo de vida y espíritu de los metaleros británicos con gran entusiasmo.
Otro punto importante era la aceptación de las músicos y fanáticas mujeres al movimiento, ya que solo aquellas que toleraran las normas y códigos de sus homólogos masculinos eran admitidas. Prueba de ello son las agrupaciones Girlschool y Rock Goddess, las únicas bandas femeninas que lograron un relativo éxito en aquella época. A pesar de que la nueva ola atrajo la atención de una buena parte de la juventud británica, su estilo de vida, música y filosofía fueron a menudo criticada por la opinión conservadora e izquierdista, quienes los describieron como sin sentido, ridículos hasta el límite de la autoparodia e incluso como un peligro para la generación joven.

### Aspectos visuales

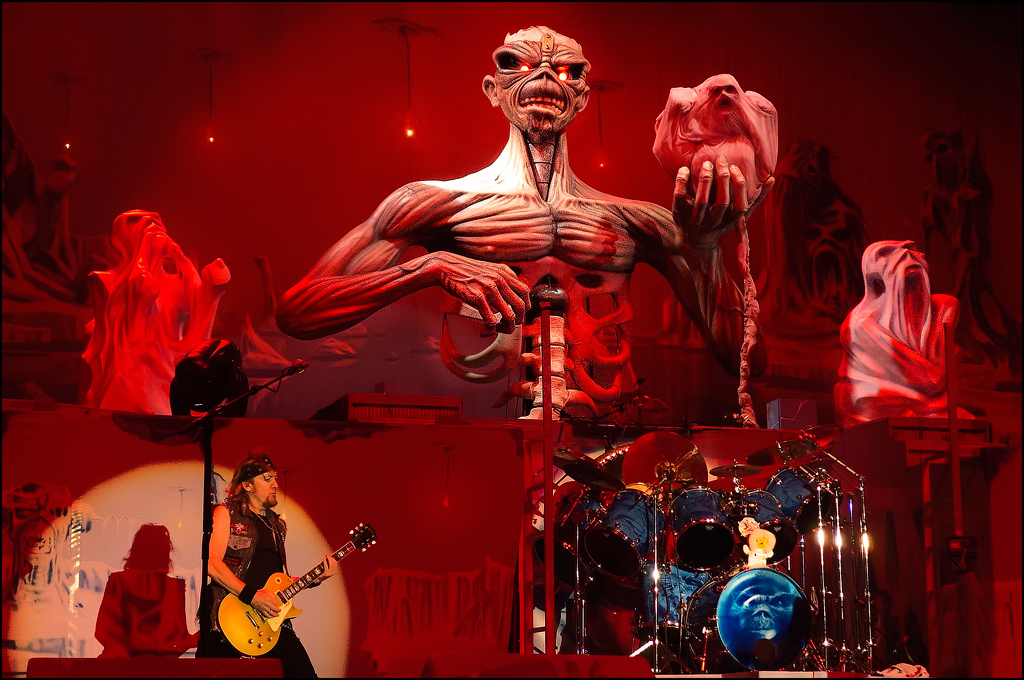
Eddie the Head, mascota de los londinenses Iron Maiden.

Según Weinstein, el código de vestimenta del movimiento hizo recordar el estilo de los roqueros y motoqueros de la década de 1960. Sus elementos comunes fueron el cabello largo, el uso de jeans, poleras blancas o negras con el logotipo de las bandas o la portada de sus discos, chaquetas de cuero y/o de mezclilla y chaleco de parches. Siguiendo el ejemplo de Judas Priest, el uso del cuero provenientes del sadomasoquismo y fetichismo sexual se convirtieron en accesorios principales para el género en la década de 1980, cuyas posteriores agrupaciones complementaron con el elastano. A su vez, algunos elementos de la militaria como las bandoleras e insignias, también fueron introducidos por aquel tiempo. Esta forma de vestir se asimiló rápidamente entre los músicos y fanáticos, y en tan solo un par de años se transformó en el uniforme de los metaleros en todo el mundo.
Muchas de las bandas de la nueva ola tenían el mismo aspecto que sus fanáticos y sus conciertos eran más bien simples, sin efectos visuales especiales en sus escenarios. Sin embargo, hubo algunas excepciones como Iron Maiden, que creó su mascota Eddie the Head con el objeto de enriquecer sus presentaciones en vivo y que con el pasar de los años les sirvió además como una importante estrategia de mercadotecnia. Otras excepciones fueron Demon, Cloven Hoof y Samson, quienes incluyeron accesorios, disfraces y trucos especiales en sus conciertos. Por su parte, Pagan Altar y Venom eran conocidos por su elaborada escenografía inspirada en el shock rock y el satanismo.

### Elementos musicales y líricos

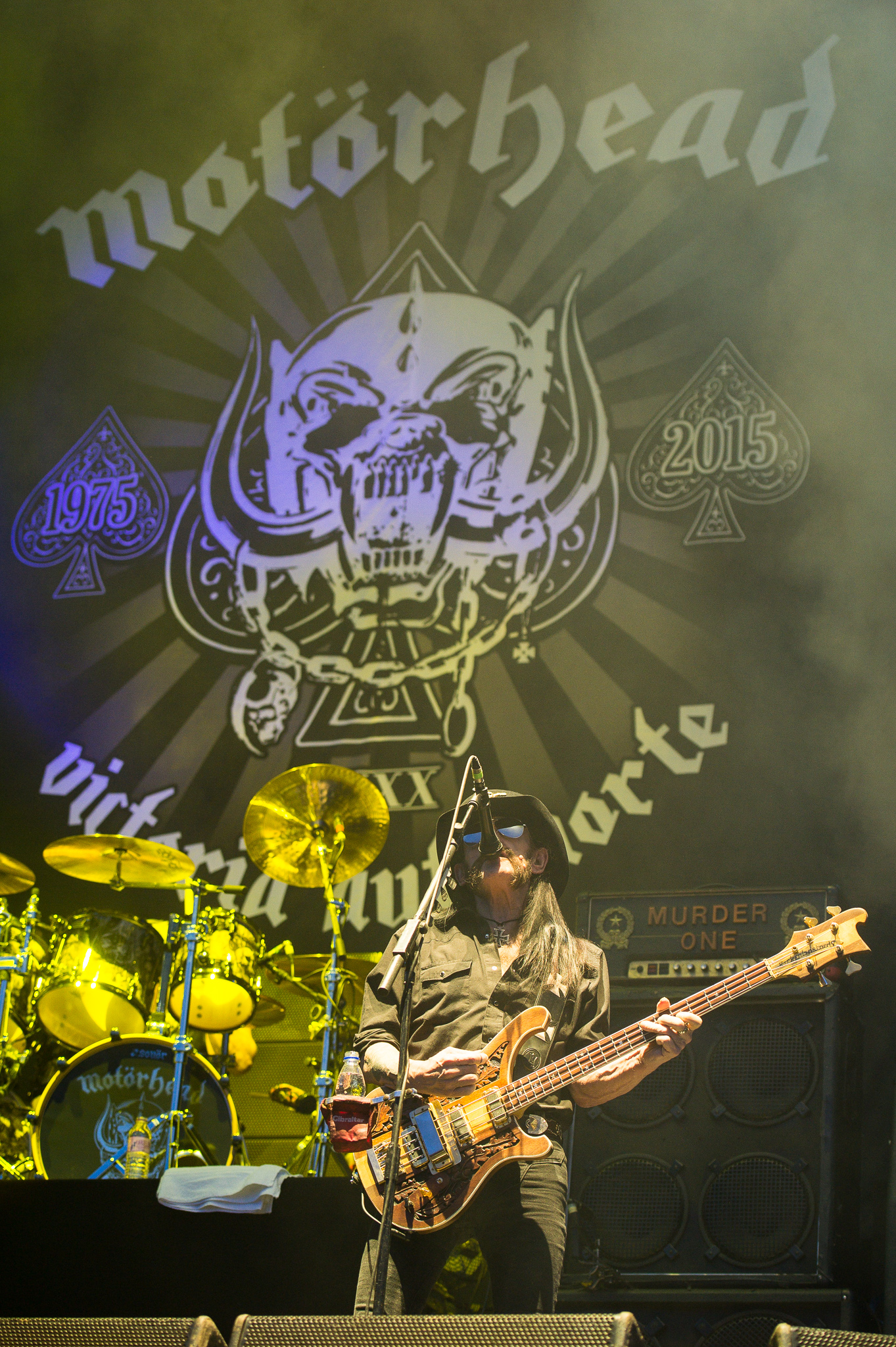
Motörhead es considerada como la banda impulsora del cruce de elementos del heavy metal tradicional, pub rock y punk rock.

La nueva ola del heavy metal británico comprendió bandas de diferentes influencias y estilos, y durante sus primeros años se promovió tanto como un movimiento como un nuevo género musical. Especialmente en esos años, se consideraba como un nuevo estilo por su sonido más crudo, debido en gran parte a las producciones de bajo presupuesto y al talento amateur de muchas bandas jóvenes. Estas tenían como inspiración los álbumes de heavy rock de los últimos años y fueron ellos los encargados de mantenerlas vigentes en la escena underground británica. Por otro lado, los medios de comunicación y la promoción realizada por los sellos discográficos a principios de los ochenta, asumieron que todas las bandas que no eran clasificadas como punk eran parte de la nueva ola, independiente de las influencias musicales que poseían.
La gran mayoría de las bandas crearon su sonido en base al heavy metal tradicional, la inmediatez del pub rock y la agresividad del punk rock, considerándose a Motörhead como el principal impulsor de este cruce de elementos. Las agrupaciones, por lo general, evitaban las baladas, restaban importancia a la armonía y produjeron canciones más cortas, con tempos más rápidos y con un sonido agresivo basado en los riffs y power chords, mientras que la voz iba desde gemidos agudos a gruñidos roncos y bajos. Iron Maiden, Girlschool, Saxon, Angel Witch, Holocaust, Tygers of Pan Tang y Tank, fueron algunas de las bandas notables de este estilo. Por su parte, agrupaciones como Jaguar, Raven y Venom ampliaron sus sonidos para conseguir resultados más extremos. En definitiva, los críticos consideran que este nuevo enfoque fue el mayor logro de la NWOBHM y un paso evolutivo importante para el género.
Un estilo más melódico y más parecido al hard rock de Rainbow. UFO, Magnum, Thin Lizzy y Whitesnake, también fue representado durante la NWOBHM. La música de Def Leppard, Praying Mantis, White Spirit, Shy y Dedringer, entre otras, contenía algunos hooks como riffs que conservaban una estrecha relación con el blues rock e incluyeron instrumentos acústicos, teclados y voces melódicas. Luego de 1981, este estilo se vio favorecido por los medios de comunicación y ganó una mayor aceptación de los fanáticos británicos, ya que se parecía al sonido de las bandas provenientes de los Estados Unidos. No obstante, estos cambios en la dirección musical desorientó a otros tantos aficionados, quienes los rechazaron por haber comprometido ciertos elementos claves de su identidad musical en búsqueda del éxito. Por otro lado, muchas bandas se vieron influidas por otras tendencias musicales como el rock progresivo (Iron Maiden, Diamond Head, Blitzkrieg) boogie rock (Saxon, Vardis, Spider) y glam rock (Girl, Wrathchild) De igual manera, las bandas de doom metal Pagan Altar y Witchfinder General también fueron parte de la nueva ola del heavy metal británico y sus álbumes son considerados como los mejores ejemplos de este subgénero musical.
En cuanto a los elementos líricos, el escritor británico Jon Tucker considera que estas agrupaciones se alimentaron por sus experiencias con la vida adulta y sus letras rondaron una gran fantasía juvenil. En general, evitaron las canciones con temas sociales y políticos, o bien, los trataron de una manera superficial, Por su parte, las canciones sobre el romance y el deseo eran raras. En cambio, prefirieron temas como la mitología, ocultismo, ciencia ficción, fantasía y cine de terror, e implementaron letras frecuentes sobre la camaradería masculina y el estilo de vida del rock, que contenían muchas alusiones sexistas. A su vez, el simbolismo cristiano se usó a menudo en las líricas y en las portadas de los discos, mientras que la figura de Satanás se empleó como un objeto macabro y como un elemento antirreligioso, tal como lo implementó el black metal de los noventa.

## Historia

### Un movimientounderground(1975-1978)

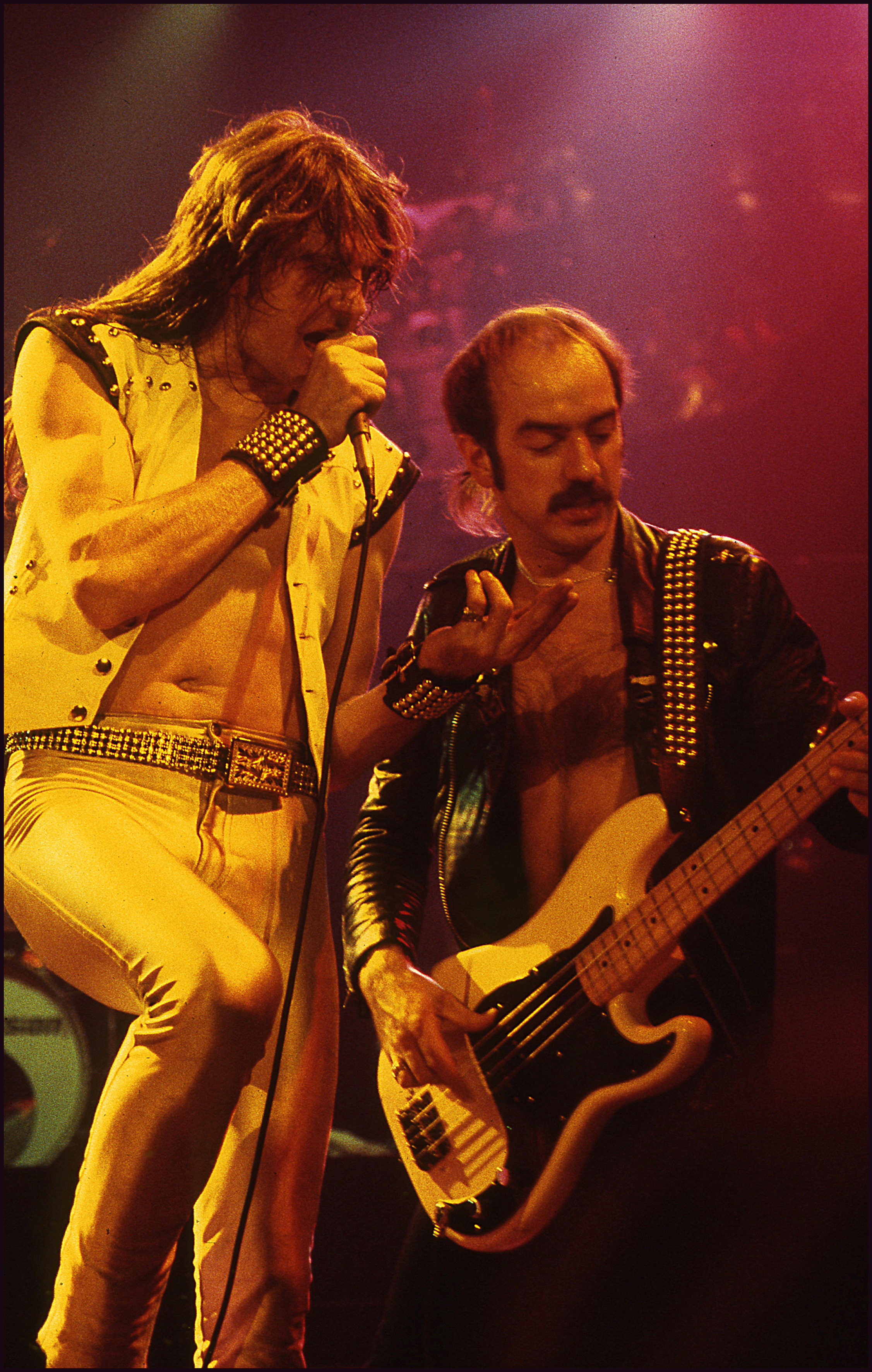
Biff Byford y Steve Dawson de Saxon, en vivo en 1981.

Agrupaciones como Thin Lizzy, UFO y Judas Priest ya estaban tocando en recintos internacionales, cuando las nuevas bandas de heavy metal debutaron en pequeños lugares de esparcimiento de muchas ciudades del Reino Unido. Como la mayoría de las bandas británicas en el pasado, los nuevos grupos pasaron sus primeros años de formación en clubes, bares, discotecas y círculos sociales, que los ayudó a perfeccionar sus habilidades, formar una base de fanáticos locales y les permitió contactar a directores y agentes de sellos discográficos.
Angel Witch, Iron Maiden, Praying Mantis y Samson de Londres, Son of a Bitch (más tarde Saxon) de Barnsley, Diamond Head de Stourbridge. Marseille de Liverpool, White Spirit de Hartlepool, Witchfynde de Derbyshire, Vardis de Wakefield, Def Leppard de Sheffield, Raven y Tygers of Pan Tang de los alrededores de Newcastle y Holocaust de Edimburgo, fueron las principales bandas fundadas entre 1975 y 1977 que animaron los clubes de sus respectivas ciudades y pueblos. Estas, compitieron por un espacio en los distintos recintos con los punks, que obligó a los clubes a especializarse a tocar solo música punk o solo rock pesado. Además, las diferencias ideológicas y la actitud causaron una importante rivalidad entre los dos públicos juveniles. Sin embargo, tantos los punks como los músicos de la NWOBHM tenían en común el concepto de «hazlo tú mismo», que consiste en la práctica de la autopromoción y autodistribución de material discográfico grabados en forma de casete, maquetas o sencillos y que eran ofrecidos a los partidarios locales. Esto dio lugar al nacimiento y difusión de pequeñas compañías discográficas independientes, que se originaron como una extensión de las tiendas de discos y de los estudios de grabación, y que en ocasiones produjeron tanto álbumes de punk como metal. Los sellos independientes se consideraron como un punto importante en la evolución del movimiento, ya que eliminaron la intromisión de los asuntos corporativos que habían obstaculizado la música rock de finales de 1970, dando a las bandas la oportunidad de experimentar con formas más extremas de música.
En sus inicios, el movimiento se mantuvo en el negocio underground hasta mediados de 1978, ya que las principales estaciones de radio y revistas de música como NME, Melody Maker y The Face, se enfocaron en cubrir intensamente el punk rock. Las noticias sobre estas nuevas agrupaciones se ofrecían de boca en boca, en fanzines o por medio de disc jockeys interesados, siendo uno de ellos el londinense Neal Kay de la discoteca The Bandwagon, situado en Kingsbury en el noroeste de Londres. Al asumir un cargo mayor en dicho recinto, él cambió su nombre a Heavy Metal Soundhouse y lo transformó en un lugar donde los jóvenes podían escuchar el hard rock y heavy metal de bandas establecidas y las maquetas de los nuevos grupos, las cuales eran distribuidas entre los asistentes en formato casete. Además, se realizaban concursos de air guitar, había presentaciones en vivo y la gente podía votar a favor de las selecciones de Kay.
Una vez a la semana, Kay realizaba la lista de las 100 canciones de heavy metal más solicitadas en el Soundhouse, la cual se enviaba a las tiendas de discos y a la revista Sounds, el único medio escrito interesado en el desarrollo del movimiento. La atracción del semanario británico se debió al periodista Geoff Barton, cuyos artículos referidos al metal se estiman como fundamentales en el desarrollo de la subcultura de los metaleros. Como sugerencia de su editor Alan Lewis, con el objetivo de buscar algo en común en la música de estos grupos, Barton usó por primera vez el término nueva ola del heavy metal británico en una reseña de un concierto de Angel Witch, Iron Maiden y Samson, celebrado el 8 de mayo de 1979 en el The Machine Music de Londres.

### El auge (1979-1981)

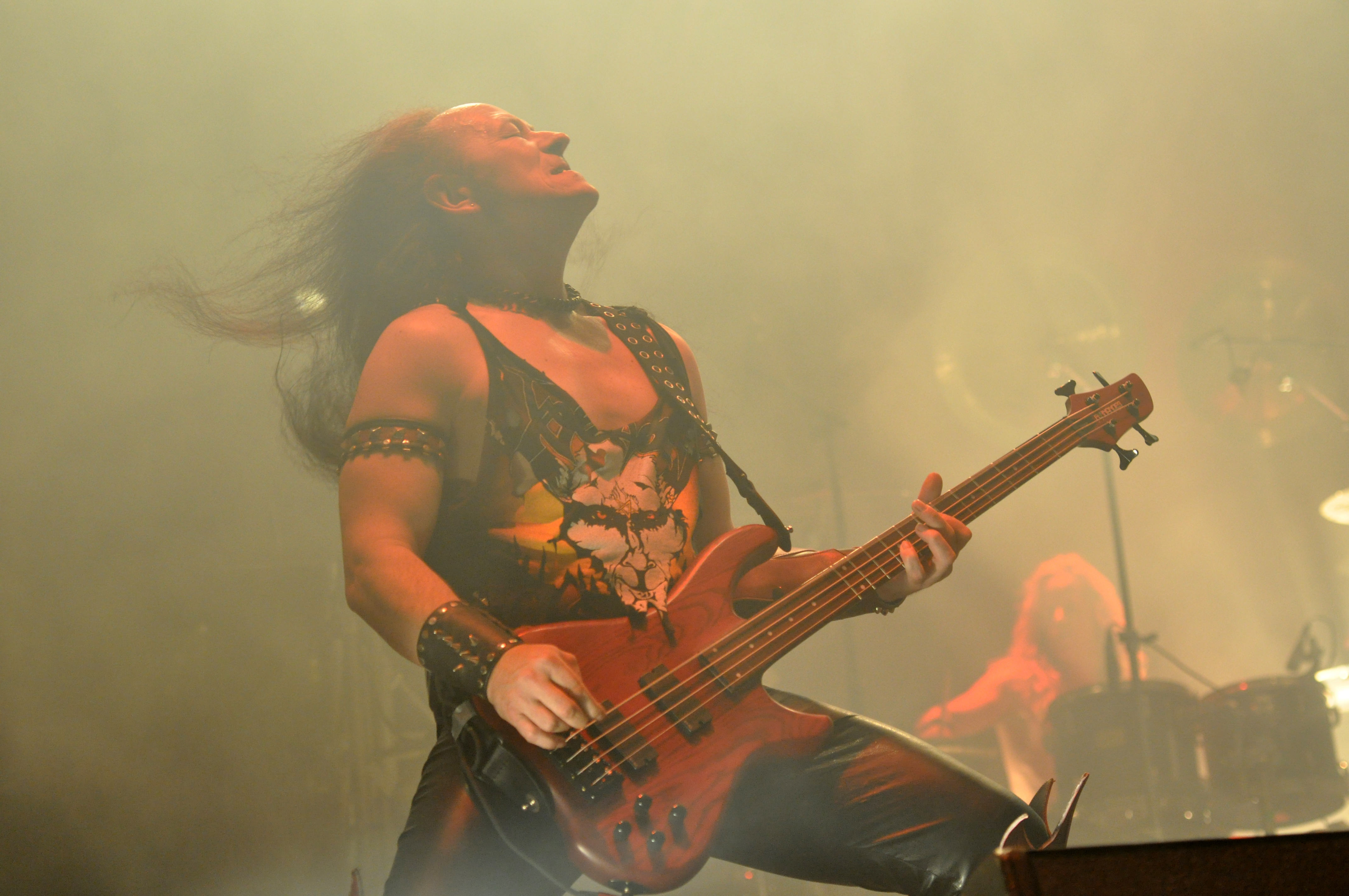
El vocalista y bajista de Venom, Cronos, en vivo en 2013.

La atención de Sounds y la emisión de la lista musical de Neal Kay, fueron los principales impulsores para que las bandas aumentaran la producción de demos y sencillos. En palabras de Barton: «Había cientos de estas bandas, tal vez incluso miles. Apenas un día pasaría sin un puñado de nuevos sencillos de NWOBHM que llegaban a la oficina de Sounds». Muchos de estos registros fueron incluidos en recopilatorios por los sellos Neat, Heavy Metal y Ebony Records, cuyo éxito los posicionó como las compañías líderes del metal independiente de la década de los ochenta. De acuerdo al autor Ian Christe, uno de los mejores ejemplos de este tipo de publicaciones fue The Soundhouse Tapes de Iron Maiden.
Entre 1978 y 1980 surgió una segunda oleada de bandas siendo Savage, Girlschool, Trespass, Demon, Mama's Boys, Fist, Witchfinder General, Satan, Grim Reaper, Venom, Persian Risk, Sweet Savage, Blitzkrieg, Jaguar y Tank, las más importantes. A pesar del aumento de nuevos grupos, los agentes artists and repertoire de los grandes sellos discográficos todavía no reconocían que esta nueva tendencia iba en alza. Es por ello que la mayoría de las agrupaciones firmaron con discográficas independientes, que solo podían publicar un número limitado de sencillos y álbumes, y por lo general, solo se distribuían en el mercado nacional. Muchas otras, incluyendo a Iron Maiden, Def Leppard y Diamond Head, autoprodujeron sus propios discos y los vendían a través de pedidos por correo o en sus conciertos. Saxon fue la primera banda en firmar con un sello discográfico, la francesa Carrere Records. Luego lo siguió Def Leppard con Phonogram en agosto de 1979 y después Iron Maiden con EMI en diciembre de 1979.
A principios de 1980, EMI puso a prueba el mercado británico con el álbum Metal for Muthas, un recopilatorio realizado por Neal Kay, y que fue promocionado con una gira por el país con algunas bandas que contribuyeron en la compilación. Pese a que la revista Sounds dio una mala reseña a Metal for Muthas, el compilado fue un suceso comercial y se considera como un punto decisivo para que otros sellos firmaran con más bandas. La intervención de las discográficas multinacionales permitió una mejor calidad en la producción de muchos álbumes e incluso algunos de ellos ingresaron en las listas musicales tras las constantes giras promocionales por el Reino Unido y Europa. No obstante, muchas agrupaciones se separaron tras la publicación de sus álbumes debut como por ejemplo A II Z, Ethel the Frog, White Spirit, y Praying Mantis, Otras, en cambio, obtuvieron un relativo éxito que los mantuvo vigentes por algunos años durante la década de los ochenta, tales como Tygers of Pan Tang, Samson, Girlschool, y More.

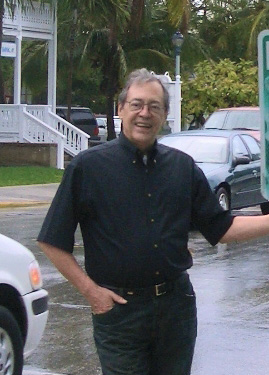
Tommy Vance de la BBC Radio 1, fue uno de los primeros locutores en notar el fenómeno de la NWOBHM. En la imagen, Vance en 2005.

De a poco el movimiento comenzó a llamar la atención de otros comunicadores siendo uno de ellos Tommy Vance, locutor de la BBC Radio 1, que al notar el fenómeno de este movimiento comenzó a tocar los sencillos de varias bandas en su programa nocturno Friday Rock Show. Junto con la emisión de John Peel, el programa de Vance fue el único de la radio en ofrecer canciones de bandas más underground y muchas de ellas fueron invitadas a tocar en vivo en los estudios de la BBC, bajo la supervisión del antiguo colaborador y productor, Tony Wilson. A su vez, los programas de televisión Top of the Pops y The Old Grey Whistle Test le dieron una mayor cabida en sus episodios.
El disco homónimo de Iron Maiden y Wheels of Steel de Saxon fueron los discos de 1980 más exitosos de la nueva ola en la lista musical británica, ya que se ubicaron en los puestos 4 y 5 respectivamente. De acuerdo a ciertos escritores, el impulso del movimiento ayudó a que otros artistas establecidos recuperaran el centro de atención en los medios británicos, siendo un claro ejemplo de ello el excantante de Deep Purple, Ian Gillan, que retornó a la escena británica en 1979 con su nueva agrupación Gillan. Down to Earth (1979) y Difficult to Cure (1981) de Rainbow y Heaven and Hell (1980) y Mob Rules (1981) de Black Sabbath, ambos grabados con Ronnie James Dio, fueron algunas producciones de las bandas de heavy metal tradicional que se vieron beneficiadas con esta tendencia. En 1980, varios álbumes de hard rock y heavy metal entraron en la lista musical británica e incluso llegaron a situarse entre los diez más vendidos, como por ejemplo el disco debut de Michael Schenker Group que alcanzó el puesto 8, Ready an' Willing de Whitesnake en el lugar 6, British Steel de Judas Priest y Ace of Spades de Motörhead, ambos situados en el cuarto lugar, y Back in Black de AC/DC que alcanzó el primer puesto.
La recuperación de la escena británica de rock duro y metal pesado, también se vio reflejada en la exitosa venta de entradas para decenas de conciertos de las bandas asentadas como de los nuevos grupos. Por aquel tiempo, muchas agrupaciones nacidas en la nueva ola fueron solicitadas para abrir los conciertos de otros grupos, como por ejemplo Iron Maiden que fueron teloneros de Kiss por Europa, y de Judas Priest y UFO por los Estados Unidos. Def Leppard visitó los Estados Unidos por primera vez en 1980 y durante tres meses fueron la banda soporte de los conciertos de Pat Travers, Sammy Hagar, Ted Nugent, Judas Priest y AC/DC. En cambio, Saxon abrió las presentaciones de Judas Priest en Europa y los shows de Rush y AC/DC en los Estados Unidos. A su vez, el festival de Reading fue uno de los primeros eventos masivos que dio cabida a ciertas bandas del movimiento, primero en su edición de 1980 y rápidamente algunas fueron promovidas como líderes de cartel en las versiones de 1981 y 1982. Por su parte, el interés de los jóvenes a estos estilos musicales fue uno de los motivos para la creación del festival Monsters of Rock en 1980, que fue concebido con el objetivo de mostrar solo actos de hard rock y heavy metal.

### Dentro delmainstream(1982-1983)

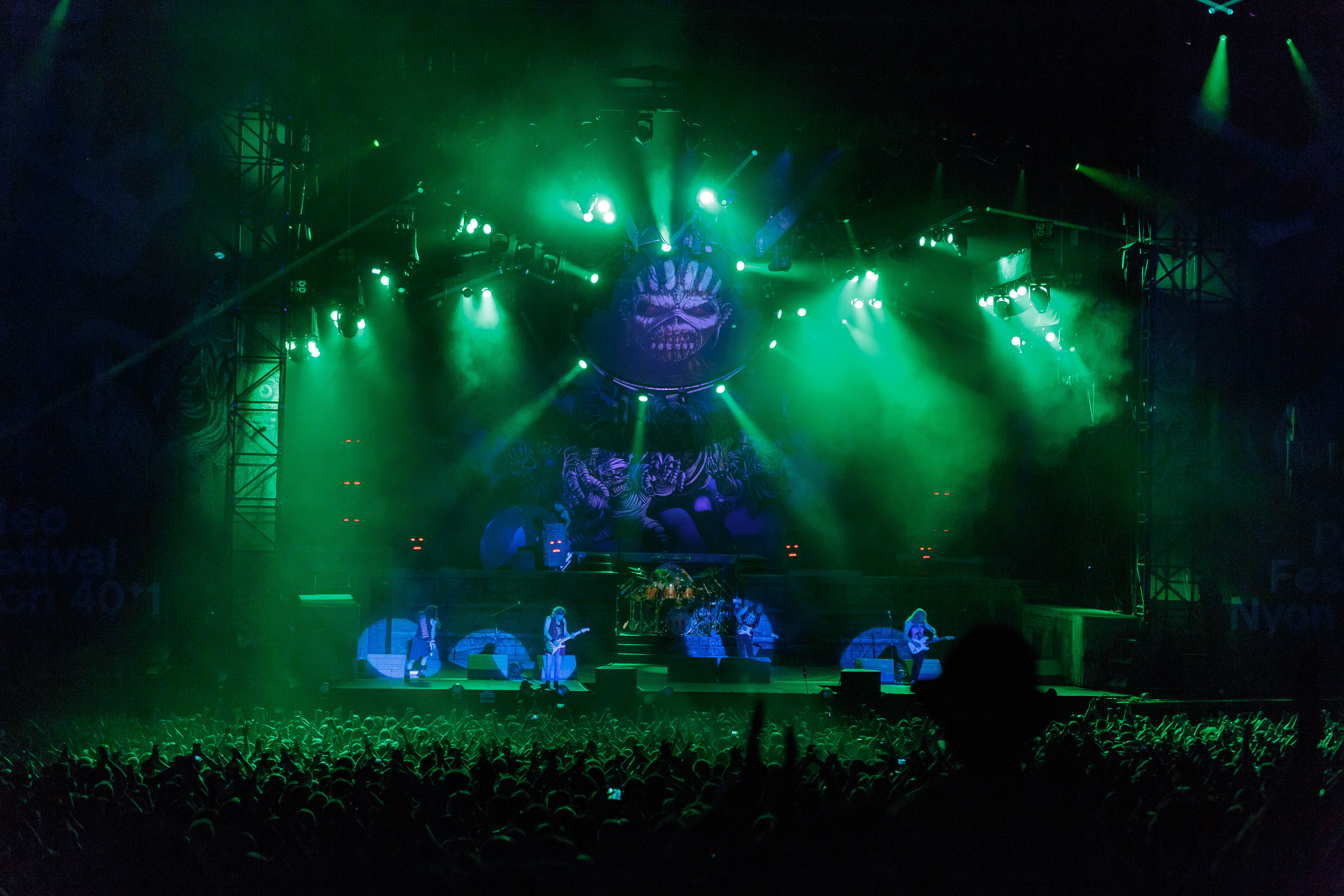
Iron Maiden en vivo en 2016.

Finalmente la nueva ola del heavy metal británico encontró espacio en otros periódicos y revistas de música del país a principios de los años 1980. Una de ellas fue Melody Maker, que comenzó a publicar una lista semanal con los álbumes de heavy metal más vendidos en las tiendas de discos. Por su parte y bajo la edición de Geoff Barton, Sounds lanzó en junio de 1981 el primer número de la revista Kerrang!, suplemento mensual que estaba dedicado exclusivamente al hard rock y heavy metal. Kerrang! obtuvo un suceso inesperado y pronto se convirtió en la revista de referencia para los metaleros en todo el mundo, seguido muy de cerca por las estadounidenses Circus y Hit Parader, la alemana Metal Hammer y la británica Metal Forces. La atención de los medios internacionales significó en más giras y mayores ventas para los discos de las bandas de la nueva ola, que en su gran mayoría ingresaron en las listas extranjeras. Un ejemplo de ello fue el álbum The Number of the Beast de Iron Maiden, que alcanzó el puesto uno en los UK Albums Chart el 10 de abril de 1982.
No obstante, el paso de este fenómeno underground a la corriente principal impulsó a su distinguido promotor, Geoff Barton, a declarar a la NWOBHM finalizada en 1981. Él afirmó que estaba decepcionado por la baja calidad de las nuevas bandas y frustrado por la facilidad con que los sellos discográficos explotaron el entusiasmo del heavy metal. Coincidentemente, en el mismo año, The Bandwagon fue cerrado y posteriormente demolido para construir un restaurante. Para fines de 1982, Kerrang! emitió un reporte anual de las ventas de discos del Reino Unido, que demostró un descenso en la popularidad de la nueva ola debido al auge de artistas de AOR provenientes del mercado estadounidense. Sin embargo, esto no fue un impedimento para que surgiera una tercera oleada de bandas entre 1981 y 1983, siendo las más importantes Tokyo Blade, Avenger, Rock Goddess, Tysondog, Elixir Atomkraft y Rogue Male.
A pesar de que muchas bandas se presentaban constantemente en los Estados Unidos, no les fue suficiente para lograr una importante atención en la lista musical estadounidense ni en las estaciones de radio locales. No obstante, la única banda que remedió esto fue Def Leppard con Pyromania de principios de 1983, un disco con un enfoque más melódico y accesible para las estaciones de FM, en comparación con el sonido más agresivo de sus anteriores producciones. El objetivo de la banda de llegar a un público internacional más amplio les permitió recibir un éxito considerable en los Estados Unidos, a tal punto que Pyromania alcanzó el puesto 2 en la lista Billboard 200, ubicándose solo detrás de Thriller de Michael Jackson. Gracias a la publicación de exitosos sencillos y a la constante rotación de los videos musicales en la recién creada MTV, permitió que en un poco más de un año el álbum vendiera más de seis millones de copias en los Estados Unidos, posicionando a Def Leppard como la banda de la nueva ola más exitosa en el país estadounidense. El éxito abrumador de Pyromania indujo a las bandas estadounidenses y británicas a seguir el ejemplo de Def Leppard, que dio un impulso decisivo para el florecimiento del glam metal y con ello, se anunció el fin de la nueva ola del heavy metal británico.

### Declive

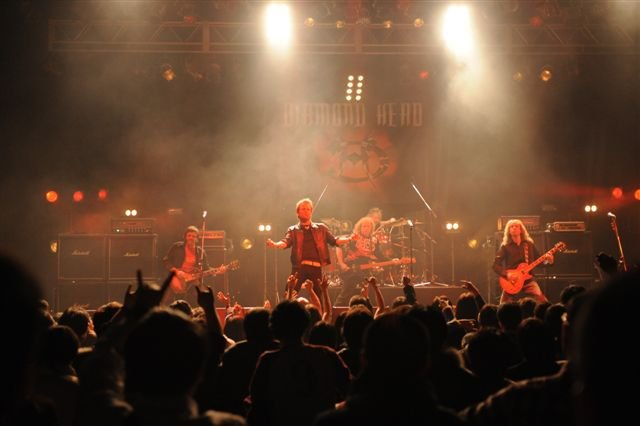
Al igual que muchas bandas de la NWOBHM, Diamond Head no pudo mantener su éxito inicial ante el auge del glam metal, desapareciendo de la escena musical en la segunda parte de los años 1980.

A mediados de años 1980, la imagen y estilo del glam metal provenientes del Sunset Strip de Hollywood con grupos como Mötley Crüe, Quiet Riot, Dokken, Ratt y W.A.S.P., rápidamente reemplazaron los gustos musicales de muchos fanáticos británicos. A su vez, los estadounidenses Bon Jovi y los suecos Europe se hicieron muy populares en el Reino Unido, gracias a la fusión de hard rock y power ballads. Esto conllevó a que los principales sellos discográficos prefirieran al glam metal por sobre la NWOBHM, que en cierta forma mantuvo una base de fanáticos en el resto de Europa, pero se encontraban desplazados del Reino Unido y los Estados Unidos por el éxito de estas bandas estadounidenses. Por su parte, cuando MTV comenzó a emitir en 1981, la importancia de los videos musicales aumentó bruscamente y pasó de ser un lujo ocasional de promoción a un medio indispensable para llegar a un público masivo. En un principio, MTV llenó su programación con videos de hard rock y heavy metal, pero la realización de estos era demasiado costoso para las bandas que no tenían contrato de grabación, o bien, habían firmado con compañías discográficas pequeñas e independientes. A pesar de aquello, hubo una cuarta y última oleada de bandas que aparecieron después de 1984, destacándose a Baby Tuckoo, Chrome Molly, Tredegar, y Battlezone, como las más importantes.
Muchos grupos como Diamond Head, Tygers of Pan Tang, Angel Witch y Samson fueron incapaces de mantener su éxito inicial y sus intentos para actualizar su aspecto y sonido para adecuarse a este nuevo público, no solo fracasaron, sino también alejaron a sus fanáticos originales. La falta de interés de los sellos discográficos, las peleas internas y el pésimo manejo de sus carreras musicales fueron las causas principales de la disolución de varias agrupaciones, que antes del final de la década habían desaparecido de la escena musical. De igual manera, bandas como Raven, Girlschool y Grim Reaper se trasladaron a los Estados Unidos para buscar apoyo discográfico, pero sus intentos no tuvieron éxito.
Mientras que la atención por la NWOBHM desvanecía, una serie de subgéneros del metal no ligados a la corriente principal comenzó a surgir y cautivó a otros tantos metaleros británicos. El power metal y thrash metal, ambos derivados de la nueva ola del heavy metal británico, fueron ganando reconocimiento de la crítica y algo de éxito comercial durante la segunda mitad de los ochenta, con un sonido aún más pesado y rápido. Agrupaciones como Helloween, Savatage, Metallica, Slayer, Megadeth y Anthrax, capturaron gran parte de los fanáticos británicos que no estaban satisfechos con el sonido y estilo de las principales bandas de metal, orientadas hacia el pop.
A pesar de que muchas agrupaciones desaparecieron en la segunda mitad de los años 1980, algunas se mantuvieron vigentes por años en los mercados extranjeros, como Praying Mantis en Japón y Saxon, Demon y Tokyo Blade en Europa continental. Solo dos grupos de la NWOBHM lograron un éxito considerable en la segunda parte del decenio; Iron Maiden que se convirtió en una de las agrupaciones más vendedoras e influyentes del género, incluso después de acercarse al metal progresivo en los últimos años, y Def Leppard, que alcanzó ventas millonarias en los Estados Unidos, con un sonido más refinado y orientado al hard rock.

### Renacimiento

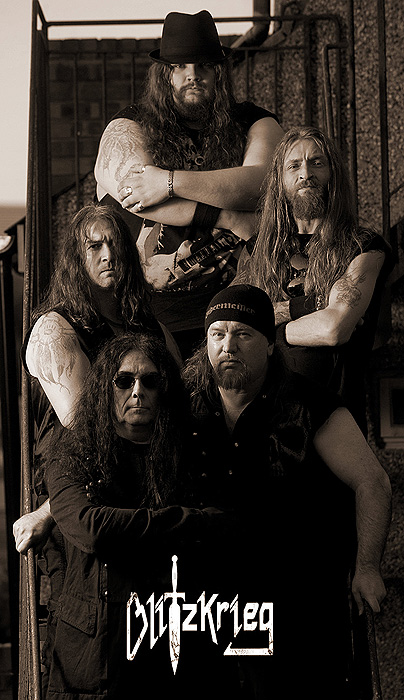
Blitzkrieg fueron una de las muchas agrupaciones que se reunieron en los años 2000.

La popularidad de internet a finales de los años 1990 y principios de los 2000, ayudó a que los fanáticos y músicos volvieran a conectarse y reavivaran el movimiento musical. De a poco, la NWOBHM experimentó un renacimiento gracias a las ventas de antiguos vinilos y objetos coleccionables, y a la demanda de nuevas actuaciones. Las declaraciones de aprecio de parte de las bandas de los años 1990, el éxito de las bandas tributo, las remasterizaciones de viejos álbumes y la publicación de recopilatorios bien editados, atrajeron la atención de los medios de comunicación y alentaron a que muchos grupos se reunieran para presentaciones en festivales de música y realizaran algunas giras. Según el escritor Macmillan y el crítico Eduardo Rivadavia de Allmusic, uno de los recopilatorios más importantes de esta revitalización fue New Wave of British Heavy Metal '79 Revisited de 1990, compilado por el baterista de Metallica, Lars Ulrich, y el periodista de Sounds y Kerrang!, Geoff Barton. A partir de la década de 2000, muchas agrupaciones se reunieron y publicaron nuevos álbumes de estudio, con su clásico estilo musical. Desde entonces, su presencia en los festivales de música y en el círculo internacional de rock ha sido constante.

## Influencias y legado

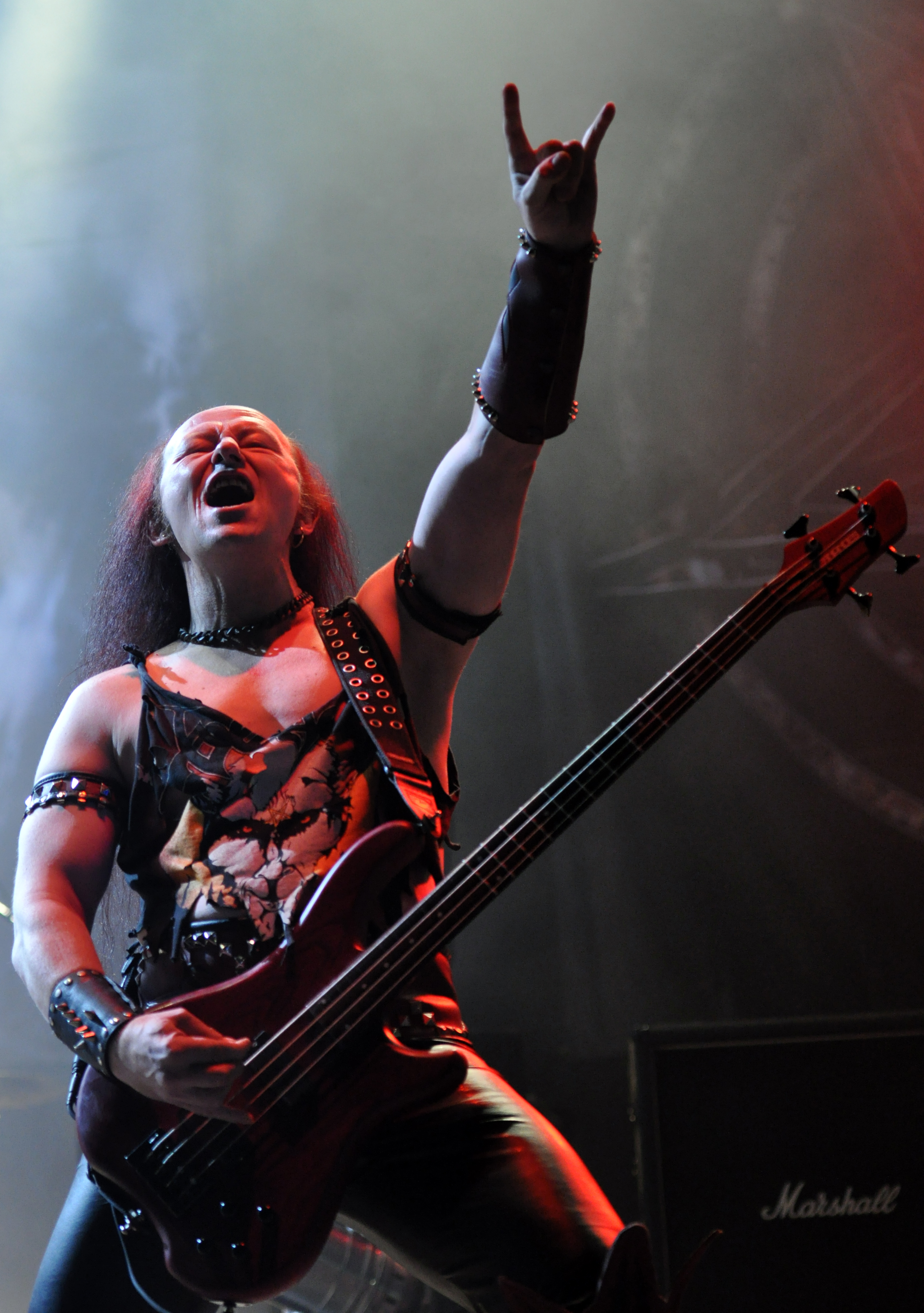
Venom en el Party.San Metal Open Air 2013

La colisión de estilos que caracterizó a la NWOBHM ahora es vista como el puntapié para la posterior diversificación del heavy metal en la segunda mitad de los años 1980 y para varios subgéneros nacidos en la década posterior. La fama de Def Leppard en los Estados Unidos proporcionó el impulso para el crecimiento del glam metal, mientras que Angel Witch, Cloven Hoof, Witchfynde y especialmente Venom, generaron la música, lírica, actitud y el arte en las portadas que condicionó el nacimiento del black metal en Europa y Estados Unidos. A su vez, varias bandas de la NWOBHM -paradigmáticamente, Diamond Head- son consideradas como precursoras del speed metal y thrash metal, dos subgéneros que incorporaron elementos del punk rock y hardcore amplificando el volumen, la velocidad y la agresividad. Alrededor de 1982 en los Estados Unidos, Alemania Occidental y Brasil surgió las principales escenas regionales de thrash metal; la de Bay Area y de la Costa Este, la alemana y la brasileña, las que fueron influidas directamente por la NWOBHM. Por otro lado, el sonido de la nueva ola incluso influyó en uno de los subgéneros del punk, el UK 82 —derivado del street punk—, cuyas tres bandas más importantes Discharge, The Exploited y Charged GBH mezclaron el punk rock con varios elementos del heavy metal.
A la par con el auge de la nueva ola, bandas de Norteamérica como Savatage, Anvil, Riot, Twisted Sister, Manowar, Virgin Steele, The Rods, Cirith Ungol y Exciter, tenían un intercambio continuo con el Reino Unido, donde su música fue apreciada por los metaleros británicos. En este clima de reciprocidad, Manowar y Virgin Steele firmaron inicialmente con la discográfica británica independiente Music for Nations, mientras que Twisted Sister grabó sus dos primeros álbumes en Londres.
Países como Alemania, Suecia, Dinamarca, Bélgica, Países Bajos, Francia y España acogieron a las bandas de la nueva ola y produjeron grupos similares casi de inmediato. Entre 1978 y principios de la década de 1980 nacieron varias agrupaciones en Europa continental que fueron fuertemente influidos por la NWOBHM, siendo las más importantes Accept, Grave Digger, Warlock y Sinner de Alemania; E.F. Band de Suecia; Mercyful Fate de Dinamarca; Killer y Ostrogoth de Bélgica; Picture y Bodine de Países Bajos; Trust, Sortilège y Nightmare de Francia, Aria de la Unión Soviética y Barón Rojo, Obús, y Ángeles del Infierno de España. Igualmente, los japoneses Earthshaker, Loudness, Anthem y otras bandas menores también fueron influidos por el sonido de la NWOBHM, inclusive varios ingenieros de sonido británicos trabajaron en sus primeros álbumes. Incluso, la banda Bow Wow viajó a Inglaterra para ser parte de la nueva ola.

## Filmografía
- Dunn, Sam; McFadyen, Scot (10 de diciembre de 2011). Documental New Wave of British Heavy Metal, Metal Evolution, Toronto. ASIN B007GFYC0Q.
- Anon (10 de junio de 2008). Documental Iron Maiden and New Wave of British Heavy Metal, New Malden, Prism Films. ASIN B0016GLZ4M.
- Kirkby, Tim (26 de noviembre de 2001). Documental Classic Albums: Iron Maiden - The Number of the Beast, Isis Productions/Eagle Vision, Londres. ASIN B00005QJIA.

- Datos: Q370515
- Multimedia: New wave of British heavy metal / Q370515